# Нелсон Манц
Нелсон Мандела Манц (енгл. Nelson Мandela Muntz) је измишљени лик из анимиране ТВ серије Симпсонови, глуми га Ненси Картрајт. Нелсон је један од најбољих другова Џимба Џоунса. 